# Höfer
Höfer ist eine Ortschaft der Gemeinde Eschede im Landkreis Celle in Niedersachsen.

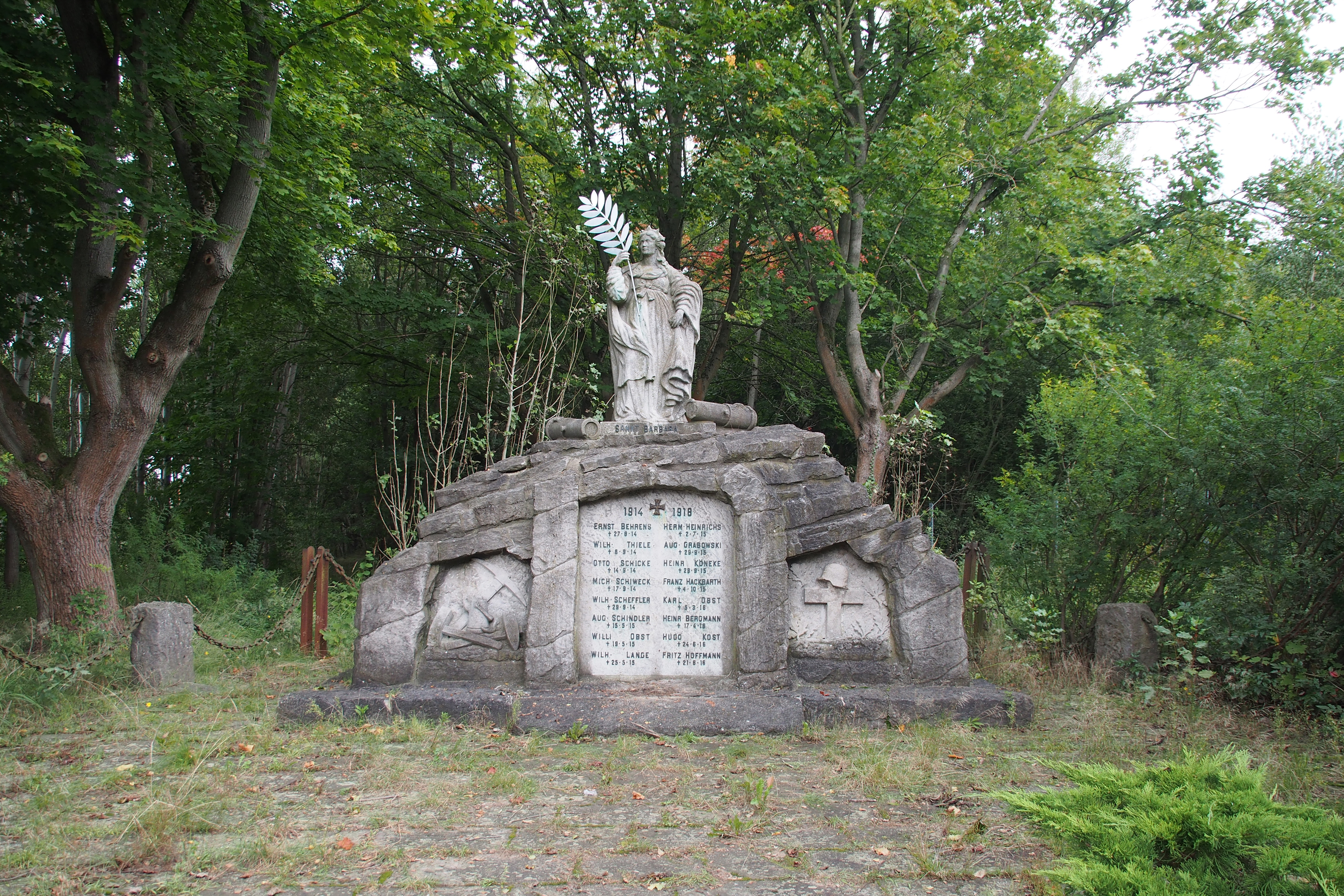
Kriegerdenkmal 1914–1918, mit der Sankt Barbara, der Schutzheiligen der Bergleute

## Geografie
Der Ort liegt etwa 4 km südöstlich von Eschede, 20 km nordöstlich von Celle und 55 km von Hannover entfernt.
Zur Ortschaft Höfer gehören die Ortsteile Höfer, Ohe und Aschenberg.

## Geschichte
Um sich ihr Seelenheil zu sichern, schenkten Angehörige oberer gesellschaftlicher Schichten der Kirche reiche Güter. Kaiser Heinrich II. verschenkte um 1022 reichen Güterbesitz nach Höfer (Hovere). Auch die Regierungsgewalt wurde vom Kaiser an die Bischöfe übertragen.
Über einen Brand in Höfer am 6. Dezember 1907, bei dem die Freiwillige Feuerwehr Eldingen Löschhilfe leistete, heißt es in der Celleschen Zeitung am Tag nach dem Unglück: „Höfer. Gestern wurde die Scheune des Hofbesitzers Veth, die vollständig mit Getreide gefüllt war und in der sich auch eine Dresch- und Häckselmaschine befanden, durch ein Schadenfeuer eingeäschert. Der der Brandstiftung verdächtige Knecht B. wurde vom Gendarmerie-Wachtmeister Albers aus Eschede festgenommen und in das Gerichtsgefängnis hierselbst eingeliefert.“
Dieser Brand bei Friedrich „Fritz“ Veth hatte sich um 6 Uhr in der Früh ereignet. Fast sechs Jahre später ereignete sich bei Veth erneut ein Scheunenbrand, zu dem dann die Freiwillige Feuerwehr Beedenbostel ausrückte.
Im April 1934 wurde als Folge des Preußischen Feuerlöschgesetzes in Höfer wie in anderen Orten im Landkreis Celle 1934 eine Freiwillige Feuerwehr gegründet, zuvor bestand seit 1908 eine Pflichtfeuerwehr.
Im Zweiten Weltkrieg wurde in der Schachtanlage Mariaglück im Rahmen der Verlagerung „Löwe“ Bergungsgut verschiedener Bibliotheken und Archive untergebracht.

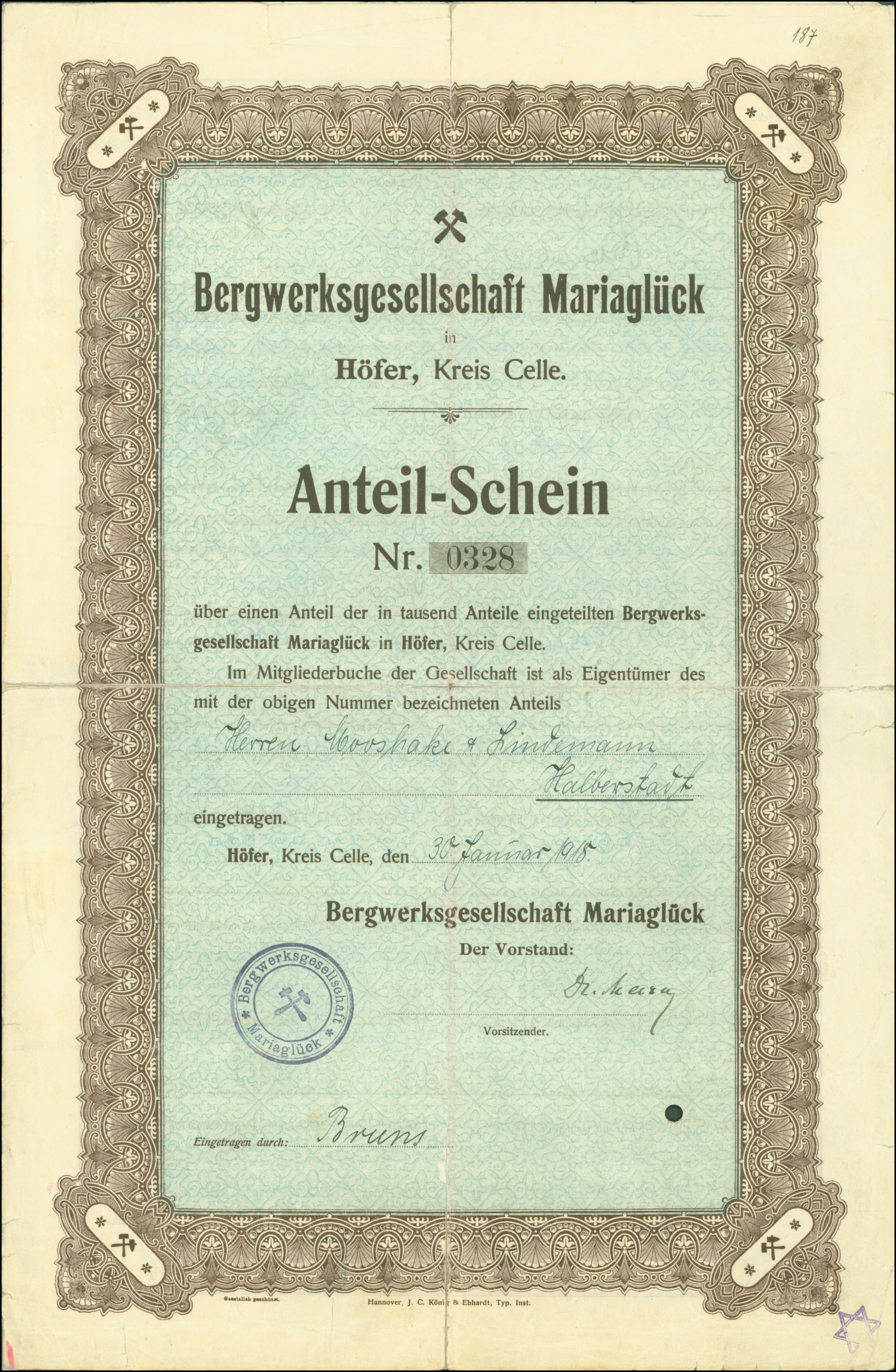
Anteilschein der Bergwerksgesellschaft Mariaglück vom 30. Januar 1918

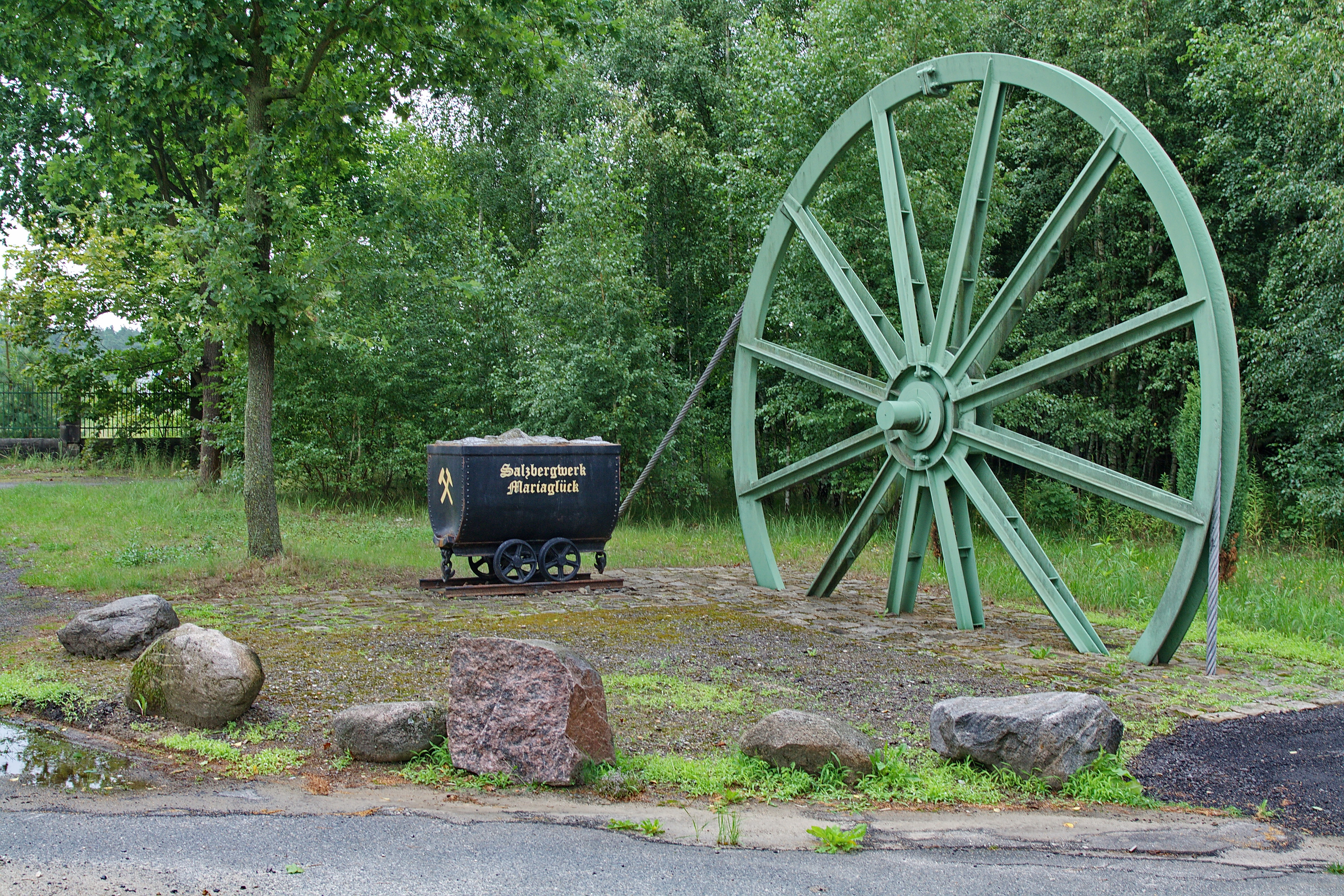
Förderwagen(Hunt) und Seilscheibe vom Förderturm vor der Grube „Mariaglück“

Im Ort befinden sich heute die Reste der Schachtanlage Mariaglück, in der von 1911 bis 1969 1,9 Millionen Tonnen Kalirohsalz und bis 1977 11,3 Millionen Tonnen Steinsalz gefördert wurde. Es wurde dabei ein Hohlraum von 5,5 Millionen m³ geschaffen. 1952 hatte das Bergwerk mit 419 Beschäftigten seine höchste Belegschaftsstärke. Der letzte Förderwagen wurde am 8. Juli 1977 zu Tage gebracht.
Mittlerweile sind Großteile der Schachtanlage abgerissen. Die untertägigen Abbaukammern erstrecken sich über die Gemarkung der Gemeinde hinaus und waren für die Lagerung von strahlenden Abfällen im Gespräch. Ab 2001 wurde die Grube geflutet.
Im August 2008 (32. Woche) kam an die Öffentlichkeit, dass von der Betreiberin, der Kali und Salz AG (heute: K+S AG), beim Verfüllen der aufgelassenen Schächte von Mariaglück seit Jahren mit radioaktivem Tritium versetzte Lauge – die nach Angabe der Betreiberin unterhalb der Freigabewerte der Strahlenschutzverordnung liegen – aus der Atommüll-Anlage Asse verwendet wurden.
Außer der radioaktiven Lauge wurden auch Salzlösungen aus Müllverbrennungs- und Abfallbeseitigungsanlagen, in denen sich u. a. Schwermetalle befinden, verfüllt. Im April 2009 hat die erste Zivilkammer des Landgerichts Lüneburg eine Einstweilige Verfügung auf Unterlassung des Befüllens des Schachtes Mariaglück mit Laugen aus Müllverbrennungsanlagen erlassen. Ein Höferscher Bürger klagt gegen die Kali & Salz AG auf Unterlassung der weiteren Verbringung von Laugen aus der Müllverbrennung in das Bergwerk.
Zum 1. Januar 2014 erfolgte die Auflösung der Samtgemeinde Eschede mit ihren Mitgliedsgemeinden Eschede, Habighorst, Höfer sowie Scharnhorst und dafür die Neubildung einer Gemeinde Eschede. Seitdem ist Höfer ein Ortsteil der Gemeinde Eschede.

## Politik

### Letzter Gemeinderat
Der Rat der Gemeinde Höfer setzte sich zuletzt aus 9 Ratsfrauen und Ratsherren zusammen.

### Ortsrat
Der Ortsrat von Höfer hat sieben Mitglieder.
Bei der Kommunalwahl 2021 ergab sich folgende Sitzverteilung:
- Wählergemeinschaft Höfer: 7 Sitze

### Ortsbürgermeister
Ortsbürgermeister des Ortsteiles Höfer war bis zu seinem Tode am 31. Mai 2019 Michael Cruse. Seit dem 9. Dezember 2021 ist Kai Trumann Ortsbürgermeister.

## Kultur und Sehenswürdigkeiten

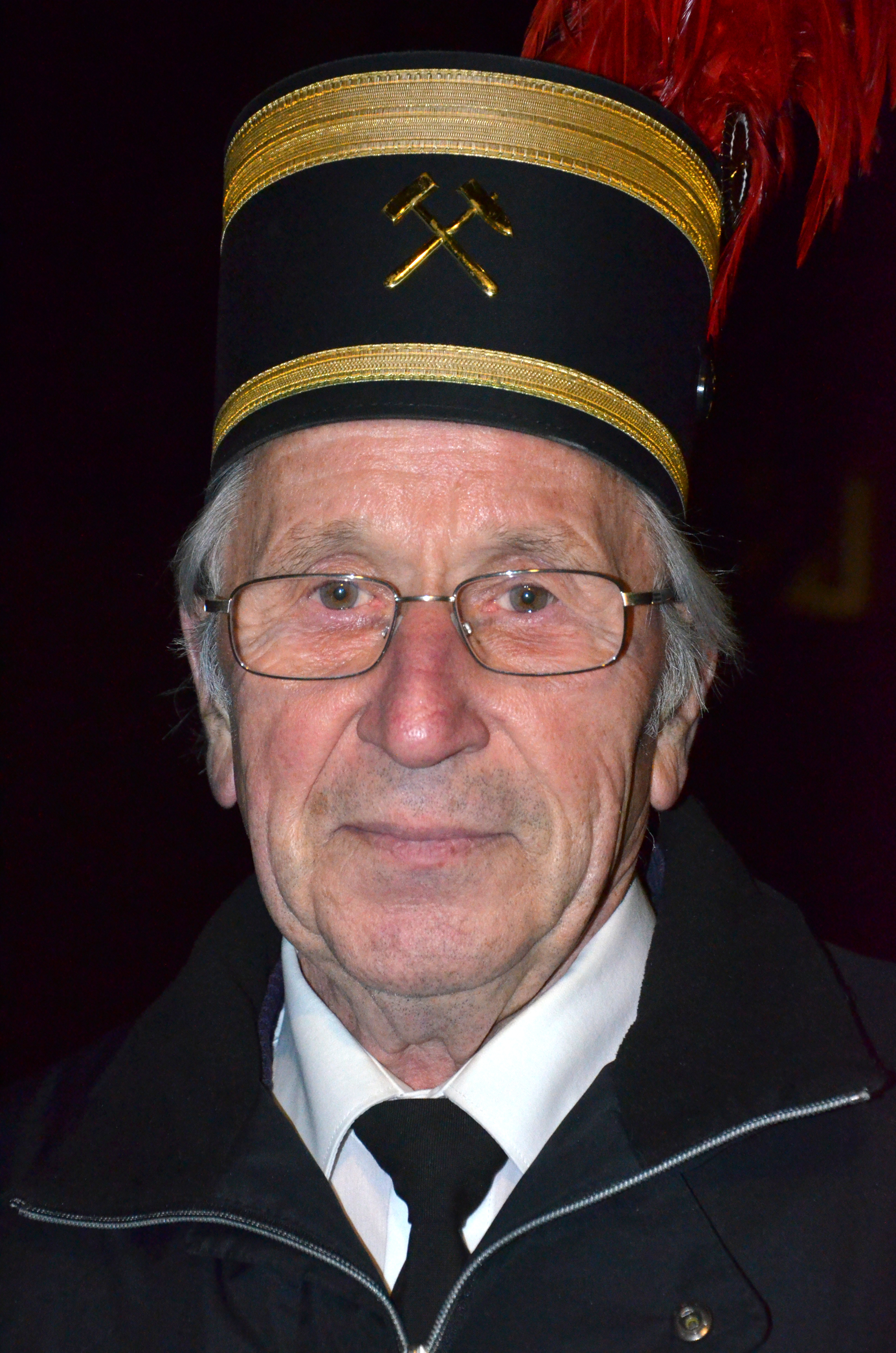
Helmut Kupczak, ehemaliger Leiter der Werkskapelle Mariaglück

- Als das Bergwerk Mariaglück stillgelegt wurde, wurde auch die ab 1953 durch den Berufsmusiker Gero Jahrand geleitete Werkskapelle Mariaglück 1973 aufgelöst. Im selben Jahr initiierte der seit 1960 amtierende Leiter der Kapelle, Helmut Kupczak aus Lachendorf, den Musikzug Celler Knappen e. V. als weiterhin tätige Nachfolgeorganisation der Werkskapelle.[13][14]
- Die Reste der ehemaligen Schachtanlage Mariaglück sind heute Baudenkmal.

### Baudenkmäler
Siehe Liste der Baudenkmale in Höfer